# لارس هيدلاند
لارس هيدلاند (بالسويدية: Lars Hedlund)‏ هو رافع أثقال ‏ سويدي، ولد في 24 يناير 1949 في السويد.